# FK Skopje
Maillots
Actualités
Le Fudbalski Klub Skopje (en macédonien : фудбалски клуб Скопје), plus couramment abrégé en FK Skopje, est un club macédonien de football fondé en 1960 et basé à Skopje, la capitale du pays.

## Historique
- 1960 : Fondation du club sous le nom du SK Skopje
- Le club est ensuite renommé sous le nom du FK Skopje
- Il dispute le championnat de Macédoine de première division lors de la saison 2010-2011.

## Palmarès
| Compétitions nationales                                   |
| --------------------------------------------------------- |
| - Championnat de Macédoine D2 (1) : - Champion : 1996-97. |

## Personnalités du club

### Présidents du club
- Tome Trenevski

### Entraîneurs du club
- Ljupčo Markovski